# Maria-und-Martha-Kirche (Bautzen)
Die Maria-und-Martha-Kirche, obersorbisch Cyrkej Marje a Marty, ist eine Kirche der evangelisch-lutherischen Kirchgemeinde St. Petri in Bautzen. Sie ist die größte ausschließlich protestantische Kirche der Stadt, da der Dom St. Petri sowohl für evangelische als auch für katholische Gottesdienste genutzt wird. Die Kirche befindet sich außerhalb der äußeren Stadtmauer im Stadterweiterungsgebiet, das zwischen 1870 und dem Ersten Weltkrieg entstand, am heutigen August-Bebel-Platz und ist umgeben von einem kleinen Park, der den sakralen Bau harmonisch in die städtische Umgebung einbindet.

## Beschreibung

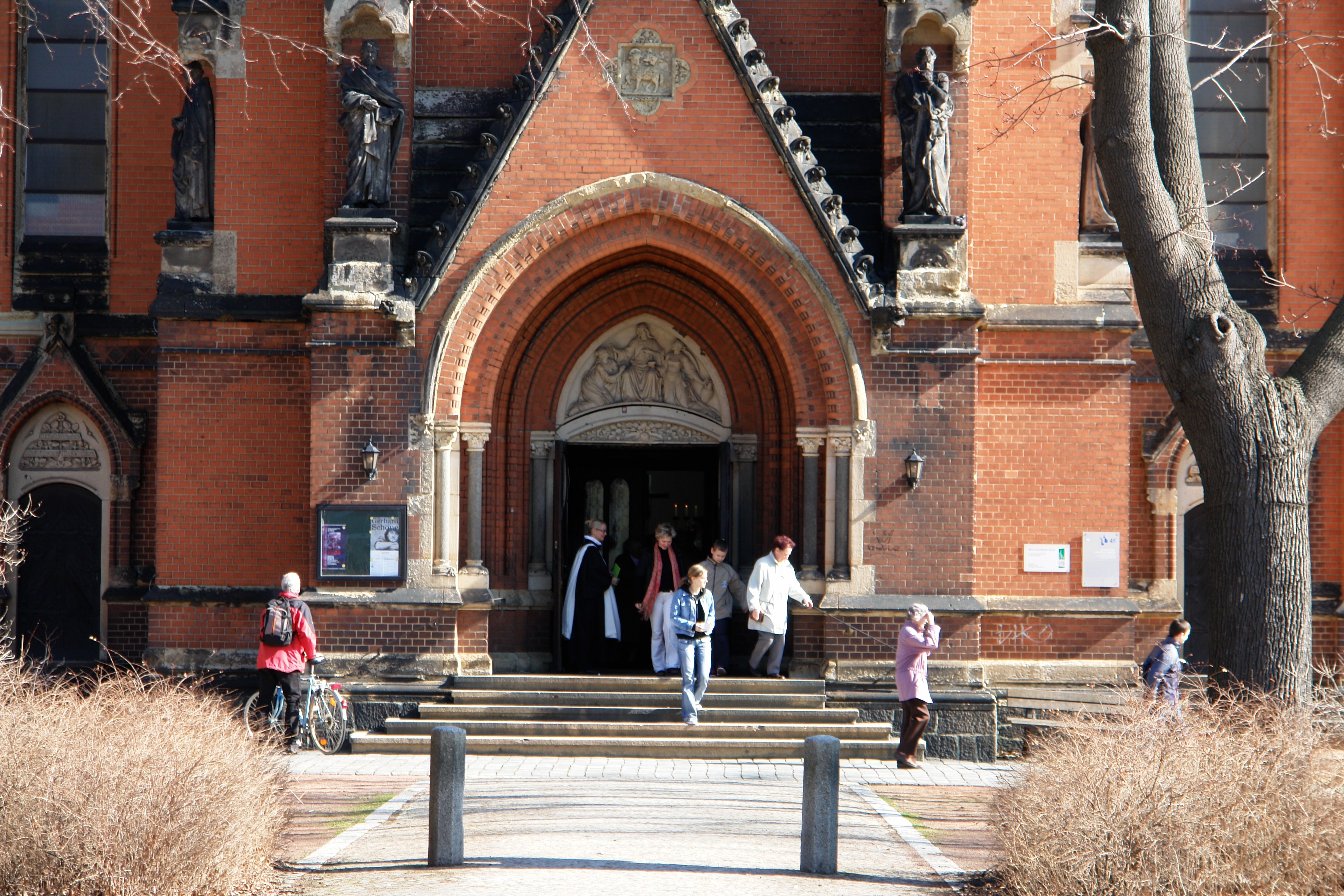
Portal an der Südseite mit Figuren der 4 Evangelisten und Relief von Maria und Martha

Die Kirche ist im Stil der Neugotik erbaut, der Chor ist nach Norden ausgerichtet und endet dort in einem sehr hohen Querschiff.
Die Fassade besteht aus rotem Backstein, einem für die neugotische Architektur typischen Material, das zugleich Stabilität und Ästhetik vereint. Die vertikalen Linien der Fassade werden durch Strebepfeiler betont, die sowohl eine strukturelle als auch eine dekorative Funktion erfüllen.
Der markanteste Bestandteil der Kirche ist ihr siebengeschossiger hoher Südturm, der mit einer Höhe von 68 Metern weit über die umliegenden Gebäude hinausragt und von zwei kleineren Treppentürmen flankiert wird. Er hat einen quadratischen Grundriss und verjüngt sich nach oben hin in eine schlanke, kupfergedeckte Spitze. Auf jeder Seite befindet sich eine Uhr.
Das Hauptportal ist mit Archivolten und eingestellten Säulen versehen, im
Tympanon findet sich ein Sandsteinrelief von Oskar Rassau (Christus mit Maria und Martha), auf dem mit einem Kreuz bekrönten Wimperg eines mit dem Lamm Gottes. Auf jeder Seite des Portals überdachen je zwei Baldachine die Sandsteinstatuen der vier Evangelisten (Matthäus und Markus von Adolf Rehm, Lukas und Johannes von Friedrich Offermann).
Die Kirche verfügt über hohe, schlanke, auf der Westseite im Original erhaltene Fenster, die in Spitzbögen enden. Sie sind reich mit Maßwerk, floralen und ornamentalen Motiven (in den Rosetten mit Lamm Gottes und Pelikan), verziert, welches dem Gebäude eine filigrane Erscheinung verleiht. Dies trägt zur typischen gotischen Ästhetik bei und ermöglicht gleichzeitig eine eindrucksvolle Lichtführung im Innenraum. Die Fenster in der ehemaligen Taufkapelle stammen von Richard Schlein (Christus segnet die Kinder).
Das über dem niedrigeren Chor abgewalmte Satteldach der Kirche ist mit Schiefer gedeckt und weist eine steile Neigung auf, was ebenfalls charakteristisch für den neugotischen Stil ist. An den Kreuzungspunkten des Dachs befinden sich dekorative Elemente wie Dachreiter und Fialen, die dem Bauwerk zusätzliche vertikale Akzente verleihen.
Der großzügige helle Innenraum ist durch die in rotem Ziegel belassenen Pilaster, Bögen, Dienste und Grate, teils mit geometrischen Bänderungen vor weißem Grund, klar gegliedert. Drei Joche in Haupt- und Seitenschiffen sowie kurze Querhausarme verschmelzen im Gewölbe mit dem Seitenschiff.
In der Vierung findet sich ein Sterngewölbe, ansonsten einfache Kreuzrippengewölbe. Über acht- bzw. viereckigen Pfeilern sind sie mit floral verzierten Kapitellen geschmückt.
Die eingeschossigen Holzemporen befinden sich auf Steinarkaden in den Seitenschiffen, die über die Querhausarme bis zum Altarraum geführt sind. Im Mittelschiff dominiert die Orgelempore, im östlichen Choranbau die
Sakristei, im westlichen die ehemalige Taufkapelle, beide letztere sind geprägt durch einen polygonalen Grundriss und eine kassettierte Holzdecke.
Der Tischaltar von 1891 wurde aus französischem Kalkstein gefertigt und steht auf vier kurzen Marmorsäulen. Das formstrenge Altarkreuz und die dazugehörigen Leuchter bestehen aus Edelstahl und wurden 1971 von Johann-Peter Hinz geschaffen. Das ehemalige Altarretabel aus der Entstehungszeit wurde eingelagert. Die Sandsteinkanzel wurde von Ernst Giese entworfen, das aus demselben Material bestehende Taufbecken ist kelchförmig.

## Geschichte

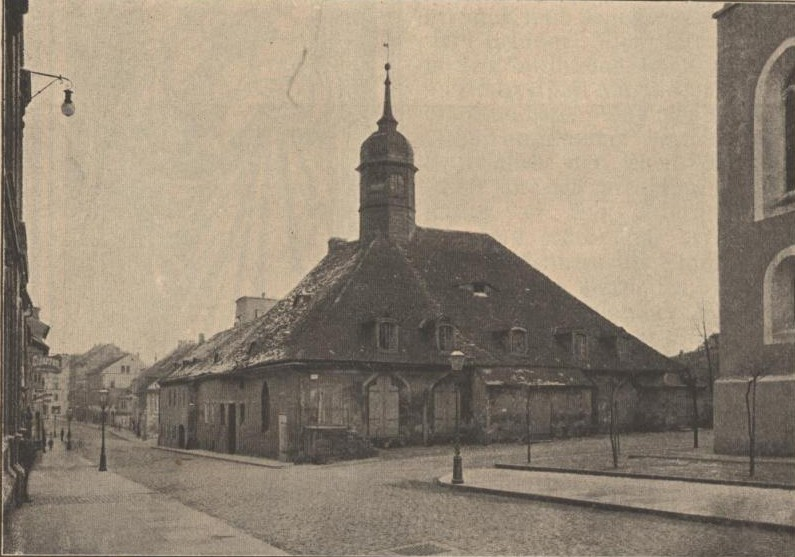
Alte Marien- und Marthenkirche an der Steinstraße vor dem Abriss von 1899

Eine Maria-und-Martha-Kirche in Bautzen wurde erstmals 1359 an der heutigen Steinstraße erwähnt. 1382 taucht ihr Name in Verbindung mit einem Maria-Marthen-Hospital auf. Sowohl Hospital als auch Kirche wurden mehrfach durch Brände zerstört und zwar in den Jahren 1488, 1620 und 1686.
Ab etwa 1870, im Zuge des starken Stadtwachstums nach Osten, beschloss der Stadtrat den Abriss der alten, aus damaliger Sicht wenig erhaltenswerten Kirche, um Platz für einen Neubau in den neuen, stark an Bedeutung gewinnenden östlichen Stadtteilen zu schaffen.
Die frühere Maria-und-Martha-Kirche war bis zu ihrem Abriss im Jahr 1899 ein relativ kleiner und bescheidener Bau im Vergleich zu ihrem neugotischen Nachfolger. Sie hatte einen niedrigen, einstöckigen Baukörper mit einem stark geneigten Walmdach. Das Dach war mit Ziegeln gedeckt und wies mehrere kleine Dachgauben auf. Das markanteste Element der Kirche war ihr Dachreiter, ein kleiner Turm, der aus der Mitte des Daches ragte. Er war mit einer Haube und einer Wetterfahne abgeschlossen, was ihm ein barockes Aussehen verlieh. Die Fassade der Kirche war schlicht und funktional gehalten.
Zwischen 1888 und 1891 wurde die neue Maria-und-Martha-Kirche als Katechismus- und Garnisonkirche im neogotischen Stil nach Plänen des Dresdner Architekten Christian Schramm errichtet.
In den Jahren 1967 und 1968 erfolgte eine Neugestaltung des Chorinnenraumes und 1971 eine Umgestaltung des Altarraumes, um den liturgischen Anforderungen der Zeit gerecht zu werden. Nach einem schweren Sturmschaden wurde der ursprünglich 68 Meter hohe Turm im Jahr 1975 vereinfacht und es wurde bis 1977 eine Außenrestaurierung vorgenommen, der 1978 eine Innenrestaurierung folgte. 1985 wurde eine Stahlbetondecke in den Turm eingezogen, so dass zwei neue Gemeinderäume entstanden. Des Weiteren erhielt die Kirche eine neue Orgel. Im Jahre 1993 wurden Arbeiten an der Sakristei und der ehemaligen Taufkapelle durchgeführt.

## Trivia
An der Maria-und-Martha-Kirche nistete eine Dohlen-Familie, die intensiv beobachtet wurde. Mit dem Projekt „Nestgucker“ brachte der MDR eine Deutschlandpremiere ins Fernsehen und ins Internet. Ab April 2005 bot das Internet rund um die Uhr erstmals Einblicke in das Leben dieser Dohlen-Familie, die in 46 Metern Höhe an der Maria-und-Martha-Kirche nistete. Im SachsenSpiegel wurde regelmäßig über die Langzeitbeobachtung berichtet. Vogelkundler erwarten aus der Auswertung der über 200 Aufnahmekassetten neue Erkenntnisse zum Verhalten der Tiere.

## Glocken
Bis 1917 befanden sich neben einer kleinen auch zwei größere, von der Firma C. Albert Bierling gegossene Glocken. Sie wurden vermutlich während des Ersten Weltkrieges zur Metallgewinnung eingeschmolzen.

## Orgeln
Die Firma Hermann Eule Orgelbau Bautzen stattete die neue Kirche 1892 mit ihrem op. 50 aus. Die jetzige Orgel wurde 1985 ebenfalls von Eule als ihr op. 526 erbaut, der moderne Prospekt stammt von Olaf Jarmer. Der Prinzipal 16´ der Orgel von 1892 wurde in der 1992 neu geschaffenen Eule-Orgel der Nikolaikirche Löbau verwendet. Die Prospekt- bzw. Gehäusegestaltung soll an einen Baum erinnern, als Symbol für das Wachstum der Gemeinde. Das Schleifladen-Instrument hat 34 Register (2691 Pfeifen) auf zwei Manualen und Pedal. Die Spieltrakturen sind mechanisch, die Registertrakturen pneumatisch.
| I Hauptwerk C–c4 |               |       |
| 1.               | Gedacktpommer | 16′   |
| 2.               | Prinzipal     | 8′    |
| 3.               | Rohrflöte     | 8′    |
| 4.               | Oktave        | 4′    |
| 5.               | Spitzflöte    | 4′    |
| 6.               | Quinte        | 2 ⁄3′ |
| 7.               | Oktave        | 2'    |
| 8.               | Waldflöte     | 2′    |
| 9.               | Quinte        | 1 ⁄3′ |
| 10.              | Cornett III-V | 8′    |
| 11.              | Mixtur V      | 2′    |
| 12.              | Trompete      | 8′    |
|                  | Tremulant     |       |

| II Schwellwerk C–c4 |                |        |
| 13.                 | Spitzprinzipal | 8′     |
| 14.                 | Gedackt        | 8′     |
| 15.                 | Salicional     | 8′     |
| 16.                 | Unda maris     | 8′     |
| 17.                 | Prinzipal      | 4′     |
| 18.                 | Holzflöte      | 4′     |
| 19.                 | Nasat          | 2 ⁄3′  |
| 20.                 | Oktave         | 2′     |
| 21.                 | Terz           | 1 3⁄5′ |
| 22.                 | Sifflöte       | 1′     |
| 23.                 | Scharff V      | 1′     |
| 24.                 | Dulcian        | 16′    |
| 25.                 | Cromorne       | 8′     |
|                     | Tremulant      |        |

| Pedal C–f1 |               |         |
| 26.        | Prinzipalbass | 16′     |
| 27.        | Subbass       | 16′     |
| 28.        | Quintbass     | 10 2⁄3′ |
| 29.        | Oktavbass     | 8′      |
| 30.        | Gemshorn      | 8′      |
| 31.        | Holzoktave    | 4′      |
| 32.        | Dolkan        | 2'      |
| 33.        | Hintersatz V  | 4′      |
| 34.        | Posaune       | 16′     |
| 35.        | Fagott        | 8′      |
| 36.        | Clarine       | 4′      |
|            | Tremulant     |         |

- Zwei freie Kombinationen, Zungen ab, Plenum als Piston
- Koppeln: II/I, I/P, II/P